# Plagiotaphrus improvisus
Plagiotaphrus improvisus är en mångfotingart som först beskrevs av Carl Graf Attems 1934.  Plagiotaphrus improvisus ingår i släktet Plagiotaphrus och familjen Spirostreptidae. Inga underarter finns listade i Catalogue of Life.